# Wijken en buurten in Borne
De Nederlandse gemeente Borne is voor statistische doeleinden onderverdeeld in wijken en buurten. De gemeente is verdeeld in de volgende statistische wijken:
- Wijk 00 Borne (CBS-wijkcode:014700)
- Wijk 01 Buitengebied Borne (CBS-wijkcode:014701)

Een statistische wijk kan bestaan uit meerdere buurten. Onderstaande tabel geeft de buurtindeling met kentallen volgens het Centraal Bureau voor de Statistiek (2008):
| CBS-buurtcode | Buurtnaam                             | Inwonertal | Opp. totaal (ha) | Opp. land (ha) | Ligging                |
| ------------- | ------------------------------------- | ---------- | ---------------- | -------------- | ---------------------- |
| BU01470000    | Bornsche Maten                        | 380        | 137              | 135            | Locatie in de gemeente |
| BU01470001    | Borne Centrum                         | 3090       | 76               | 76             | Locatie in de gemeente |
| BU01470002    | 't Wensink Noord                      | 1010       | 28               | 28             | Locatie in de gemeente |
| BU01470003    | 't Wensink Zuid                       | 2040       | 56               | 55             | Locatie in de gemeente |
| BU01470004    | Dikkerslaan-Molenkampsweg en omgeving | 1660       | 87               | 87             | Locatie in de gemeente |
| BU01470005    | Lettersveld I                         | 1560       | 66               | 66             | Locatie in de gemeente |
| BU01470006    | Lettersveld II                        | 3200       | 66               | 66             | Locatie in de gemeente |
| BU01470007    | Tichelkamp                            | 1350       | 36               | 36             | Locatie in de gemeente |
| BU01470008    | Stroom-Esch                           | 4150       | 106              | 104            | Locatie in de gemeente |
| BU01470009    | Verspreide huizen Borne-West          | 520        | 431              | 430            | Locatie in de gemeente |
| BU01470100    | Verspreide huizen Borne-Oost          | 40         | 156              | 156            | Locatie in de gemeente |
| BU01470101    | Zenderen                              | 960        | 50               | 50             | Locatie in de gemeente |
| BU01470102    | Verspreide huizen Zenderen            | 330        | 834              | 827            | Locatie in de gemeente |
| BU01470105    | Hertme                                | 290        | 58               | 58             | Locatie in de gemeente |
| BU01470106    | Verspreide huizen Hertme              | 200        | 429              | 427            | Locatie in de gemeente |